# Kalagan
Els kalagan o kaagan o Kagan són un poble musulmà de les Filipines, a l'illa de Mindanao. a l'oest del golf de Davao. Es troben kalagans a totes les províncies de Davao. El seu nombre és al tomb dels deu mil.
Van esdevenir musulmans al segle xix probablement per la influència dels emigrants tausugs, el contacte amb el sultanat de Maguindanao i els matrimonis amb pobles musulmans.
Els kalagan parlen en tagakaolo però modernament han introduït moltes paraules del maguindanaon. Parlen generalment també el cebuà com a segona llengua. Són classificats com austronesis, malayo-polinesis, malayo-polinesis occidentals, meso-filipins, filipins centrals i mansakans. Són agricultors cultivant, principalment, l'arròs i el coco; aquells que viuen a la costa es dediquen a la pesca.